# 藤原育子
藤原育子（ふじわら の むねこ（いくし）、1146年（久安2年）—1173年（9月23日）承安3年八月十五），平安時代末期后妃。二条天皇皇后、六条天皇養母。
姓藤原，初名香子。左大臣德大寺實能之女，關白藤原忠通養女。應保元年（1161年），藤原育子為女御。二年（1162年），藤原育子為中宮。藤原育子無子，六條天皇出生，養他為子。仁安三年（1168年），薙髮。承安二年（1172年），改為皇后。三年（1173年）八月，藤原育子駕崩，年二十八歲。